# برمهان
برمهان، روستایی از توابع بخش تخت جلگه شهرستان نیشابور در استان خراسان رضوی ایران است.

## جمعیت
این روستا در دهستان بینالود قرار دارد و براساس سرشماری مرکز آمار ایران در سال ۱۳۸۵، جمعیت آن ۲۶۷ نفر (۶۲خانوار) بوده‌است.